# Finstergraben (Radenbach)
Der Finstergraben ist ein etwa 1,2 km langer, rechter Zufluss des Radenbachs im rheinland-pfälzischen Fischbach-Oberraden, Deutschland.

## Geographie
Der Bach entspringt auf einer Höhe von 459 m ü. NHN etwa 1,5 m westnordwestlich von Fischbach und etwa 1,4 östlich von Scheuern. Die Quelle liegt auf dem Gebiet der Ortsgemeinde Scheuern. Von hier aus fließt der Finstergraben in überwiegend ostsüdöstliche Richtungen ab. Nach gut 300 m Fließstrecke erreicht er die Gemeindegrenze zu Fischbach-Oberraden und bildet diese für die nächsten 250 m. Auf 339 m ü. NHN mündet der Finstergraben in Fischbach rechtsseitig in den Radenbach. Bei einem Höhenunterschied von 120 m beträgt das mittlere Sohlgefälle 75 ‰. Der Finstergraben entwässert über Radenbach, Enz, Prüm, Sauer, Mosel und Rhein zur Nordsee.